# Faraway/Kiss you
《Faraway/Kiss you》（日語：ファラウェイ/キス·ユー）是日本女性創作歌手miwa的第12張單曲。2013年9月4日由Sony Music Records發行。

## 單曲解說
《Faraway/Kiss you》是自從miwa的上一張單曲《奇蹟》之後，相隔4個多月發行的最新單曲。也是自從她出道以前發表過自主製作單曲《Song for you/TODAY》以來，睽違6年再度發行的兩A面單曲。其中A面歌曲「Kiss you」曾被富士電視台電視動畫《銀之匙 Silver Spoon》選為第1期片頭主題曲使用，miwa說「是首聽了會讓人興奮的流行歌曲」。
販售形式有初回生產限定盤、通常盤及動畫盤共三種。只有動畫盤與初回生產限定盤、通常盤不一樣的是，動畫盤是用同名電視動畫的主角八軒勇吾和取名叫豬丼的小豬作為封面。

## 收錄歌曲
所有歌曲由miwa作詞，Naoki-T編曲。

### 初回生産限定盤、通常盤
CD
1. Faraway [4:00]
  - 作曲：miwa&Naoki-T
  - 歌曲走1980年代的曲風，融入了原聲吉他、大鑼、銅鑼、定音鼓、老式模擬合成器共5種樂器，全由miwa獨自一個人演奏。
2. Kiss you [4:30]
  - 作曲：miwa
  - 富士電視台電視動畫《銀之匙 Silver Spoon》第1期片頭主題曲
  - 與Faraway兩首都是A面歌曲，但是沒有和Faraway一起在2015年4月發行的個人專輯《ONENESS》中收錄。
3. Delight <ballad version> [6:02]
  - 作曲：miwa&Naoki-T
  - 於miwa她的個人第3張專輯《Delight》收錄的是叙事歌曲的版本[注 1]。
4. Faraway ～instrumental～ [3:59]
5. Kiss you ～instrumental～ [4:26]

DVD（僅限初回限定盤）
| 曲序 | 曲目                 |
| ---- | -------------------- |
| 1.   | Kiss you（影片剪輯） |
| 2.   | Kiss you（幕後花絮） |

### 期間生産限定盤（動畫盤）
CD
| 曲序 | 曲目                      | 时长 |
| ---- | ------------------------- | ---- |
| 1.   | Kiss you                  | 4:29 |
| 2.   | Faraway                   | 4:00 |
| 3.   | Delight <ballad version>  | 6:00 |
| 4.   | Kiss you ～instrumental～ | 4:28 |
| 5.   | Faraway ～instrumental～  | 3:59 |

## 腳註

### 來源
1. ↑  . 音樂Natlie. 2013-06-27  [2017-03-11]. （原始内容存档于2016-11-28） （日语）.
2. ↑  . BARKS（日语：BARKS） (Global Plus). 2013-06-13  [2017-03-11]. （原始内容存档于2017-04-25） （日语）.

## 外部連結
- YouTube上的miwa『Faraway -short ver.-』
- YouTube上的miwa『Kiss you -short ver.-』
- Sony Music官方網站的歌曲介紹頁面
  - 初回限定盤（页面存档备份，存于） （日語）
  - 通常盤（页面存档备份，存于） （日語）
  - 期間限定盤（页面存档备份，存于） （日語）